# Pembroke (New York)
Pembroke è un comune (town) degli Stati Uniti d'America, situato nello stato di New York, nella contea di Genesee.